# Czubynci
Czubynci (ukr. Чубинці) – wieś na Ukrainie, w obwodzie kijowskim, w rejonie białocerkiewskim, w hromadzie Skwyra. W 2001 liczyła 549 mieszkańców, spośród których 522 wskazało jako ojczysty język ukraiński, a 27 rosyjski.

## Urodzeni
- Piotr Diegtiarienko